# App Store
App Store – platforma dystrybucji cyfrowej z aplikacjami dla urządzeń mobilnych firmy Apple, które pracują pod kontrolą systemów operacyjnych iOS, iPadOS, WatchOS lub VisionOS. 
W App Store znajdują się aplikacje i gry, które tworzone są zarówno przez Apple jak i zewnętrznych deweloperów.  W ofercie sklepu dostępne są także karty podarunkowe.
Osoby piszące płatne aplikacje do App Store otrzymują 70% od sprzedanych własnych aplikacji. Pozostałe 30% w ramach prowizji trafia do Apple. Aplikacje trafiające do sklepu przechodzą selekcję przez Apple, gdzie poddawane są testom oraz sprawdzane m.in. pod kątem prawnym. Aplikacje za pośrednictwem App Store mogą być aktualizowane do nowszych wersji. Użytkownik po wejściu do App Store dostaje powiadomienie które z zainstalowanych w jego iPhone/iPodTouch aplikacji są dostępne w nowszych wersjach. Wystarczy wpisać hasło, a aplikacje zostaną ściągnięte i automatycznie zainstalowane. Nie wymaga to jakiejkolwiek ingerencji użytkownika.

## Statystyki sklepu

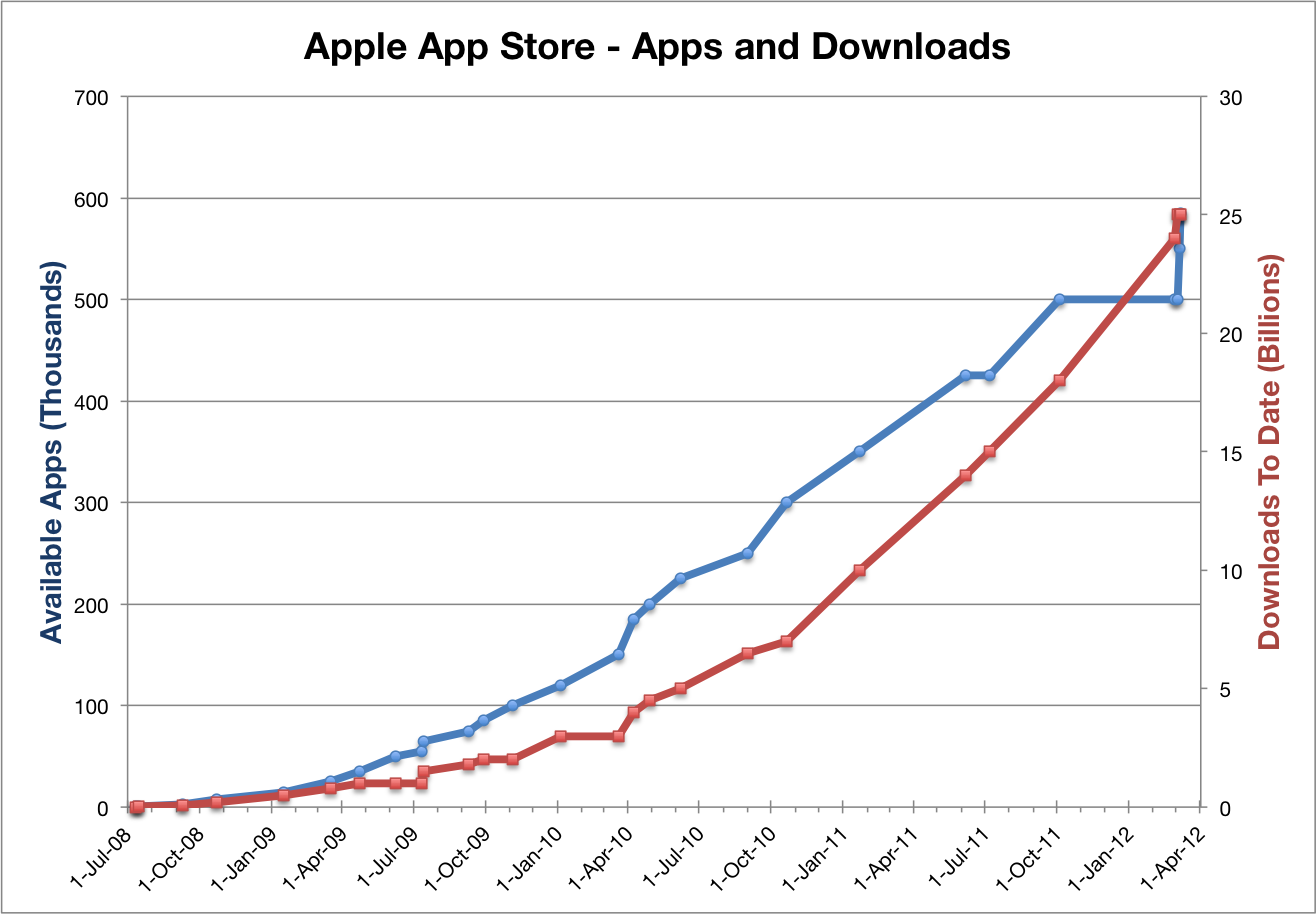
Statystyki App Store do kwietnia 2012

| Data                 | Liczba aplikacji | Liczba pobrań      |
| -------------------- | ---------------- | ------------------ |
| 11 lipca 2008        | 500              | 0                  |
| 9 września 2008      | 3 000            | 100 milionów       |
| 22 października 2008 | 7 500            | 200 milionów       |
| 5 grudnia 2008       | 10 000           | 300 milionów       |
| 16 stycznia 2009     | 15 000           | 500 milionów       |
| 23 kwietnia 2009     | 25 000           | 1 miliard          |
| 14 lipca 2009        | 65 000           | 1,5 miliarda       |
| 28 września 2009     | 85 000           | 2 miliardy         |
| 4 listopada 2009     | 100 000          | 2 miliardy         |
| 5 stycznia 2010      | 128 000          | 3 miliardy         |
| 20 marca 2010        | ≈150 000         | ponad 3 miliardy   |
| 8 kwietnia 2010      | ≈185 000         | ponad 4 miliardy   |
| 29 kwietnia 2010     | ≈200 000         | ponad 4,5 miliarda |
| 7 czerwca 2010       | ≈225 000         | ponad 5 miliardów  |
| 1 września 2010      | ≈250 000         | ponad 6,5 miliarda |
| 20 października 2010 | ≈300 000         | ponad 7 miliardów  |
| 16 stycznia 2011     | ≈300 000         | ponad 9 miliardów  |
| 22 stycznia 2011     | ≈350 000         | ponad 10 miliardów |
| 24 maja 2011         | ≈400 000         | ponad 10 miliardów |
| 6 czerwca 2011       | ≈425 000         | ponad 14 miliardów |
| 7 lipca 2011         | ≈425 000         | ponad 15 miliardów |
| 4 października 2011  | ≈500 000         | ponad 18 miliardów |
| 28 lutego 2011       | ≈500 000         | ponad 24 miliardów |
| 3 marca 2012         | ≈500 000         | ponad 25 miliardów |
| 5 marca 2012         | ≈550 000         | ponad 25 miliardów |
| 7 marca 2012         | ≈585 000         | ponad 25 miliardów |
| 11 czerwca 2012      | ≈650 000         | ponad 30 miliardów |

## Oceny wieku
| Ocena | Opis |
| ----- | --- |
| 4+    | Aplikacja nie zawiera materiałów budzących zastrzeżenia. Ocena w tej kategorii składa się z trzech podklasyfikacji: Do 5 lat -Ta aplikacja jest odpowiednia dla dzieci w wieku 5 lat i młodszych, ale osoby w wieku 6 lat i starsze również mogą z niej korzystać. 6-8 lat - Ta aplikacja jest przeznaczona głównie dla dzieci w wieku od 6 do 8 lat, ale osoby w wieku 9 lat i starsze również mogą z niej korzystać. 9-11 lat - Ta aplikacja jest przeznaczona dla dzieci w wieku od 9 do 11 lat, ale osoby w wieku 12 lat i starsze również mogą z niej korzystać. |
| 9+    | Aplikacje w tej kategorii mogą zawierać łagodne lub rzadko powtarzające się sceny animowanej, fantastycznej lub realistycznej przemocy oraz rzadko powtarzające się lub łagodne treści dla dorosłych, treści dwuznaczne i treści grozy, które mogą być nieodpowiednie dla dzieci poniżej 9 roku życia. Ta ocena ma jedną podklasyfikacje: 9-11 lat. - Ta aplikacja jest odpowiednia dla dzieci w wieku od 9 do 11 lat, ale osoby w wieku 12 lat i starsze również mogą z niej korzystać.                                                                              |
| 12+   | Aplikacje w tej kategorii mogą również zawierać rzadko powtarzający się, delikatnie nieobyczajny język, często powtarzającą się lub nasiloną animowaną, fantastyczną lub realistyczną przemoc oraz łagodne lub rzadko powtarzające się treści dla dorosłych lub treści dwuznaczne i udawany hazard, które mogą nie być odpowiednie dla dzieci poniżej 12. roku życia. |
| 17+   | Aplikacje w tej kategorii mogą zawierać często powtarzający się i nasilony obraźliwy język; często powtarzającą się i nasiloną animowaną, fantastyczną lub realistyczną przemoc; oraz często powtarzające się i nasilone treści dla dorosłych, treści grozy i treści dwuznaczne oraz treści seksualne, nagość, alkohol, tytoń i narkotyki, które mogą nie być odpowiednie dla dzieci poniżej 17. roku życia. |